# Зилкале
Зилкале (тур. Zilkale) — средневековый замок, расположенный в Фиртинской долине на Понтийских горах. Один из самых известных исторических памятников в провинции Ризе (Турция).
Замок находится на высоте 750 метров от уровня моря на обрыве горы. С вершины замка можно видеть всю Фиртинскую долину и её окрестности.

## Описание
Замок был построен между XIV и XV веками. Архитектурный ансамбль замка образуют внешние и средние стены, и собственно замок. В замке есть гарнизонные помещения, главная башня и часовня. Согласно Энтони Брайеру это армянская часовня, построенная Трапезундской империей для амшенцев.